# Familjen Grahams barn
Familjen Grahams barn (engelska: The Graham Children) är en oljemålning av den engelske konstnären William Hogarth. Den målades 1742 och ingår i National Gallerys samlingar i London sedan 1934.   
Målningen är ett konversationsstycke och ett grupporträtt av fyra lyckligt tindrande barn med sin katt och sin burfågel – en steglits. Deras far Daniel Graham (1695–1778) var kunglig apotekare till George I och George II. Först efter ett tag träder bildens djupare innebörd fram – katten som lystet är ute efter fågeln vars vackra kvitter, som barnen uppfattar som ett svar på den musik äldre sonen Richard (7 år) spelar på sin serinette, i själva verket är ett förtvivlat rop på hjälp. Endast den yngsta sonen Thomas (porträtterad längst till vänster i en typ av barnkläder som även pojkar kläddes i på 1700-talet) som sitter i en förgylld barnvagn ser vad katten håller på med, men är för litet för att inse allvaret. Döttrarna är nio (Henrietta Catherine) och fem (Anna Maria) år gamla.
Hogarth visar oss en bild av den hotade oskulden och ger oss budskap om barndomens och livets förgänglighet – ett memento mori-motiv. Att hotet var påtagligt framgår av att Thomas var död innan målningen var färdigställd. Konstnären har målat in referenser till döden, ovanför Thomas är en lieman och ett timglas placerat på ett bordsur. De korsade nejlikorna (begravningsblommor) bredvid honom är också en öm påminnelse om döden.  
Målningen ärvdes av äldsta sonen Richard (avbildad till höger). Efter hans död bytte tavlan ägare flera gången innan den hamnade hos Joseph Duveen som donerade den till National Gallery 1934.